# Blaufeldscharte
Blaufeldscharte är ett bergspass i Österrike. Det ligger i distriktet Liezen och förbundslandet Steiermark, i den centrala delen av landet. Blaufeldscharte ligger 2 041 meter över havet.
I omgivningarna runt Blaufeldscharte förekommer alpin tundra och kala bergstoppar. Direkt söder om Blaufeldscharte ligger Petznsee (Fischegelsee).